# An- und Einpressen
Anpressen und Einpressen sind Verfahren, bei denen beim Fügen (Verbinden) die Fügeteile sowie etwaige Hilfsfügeteile im Wesentlichen nur elastisch verformt werden und ungewolltes Lösen durch Kraftschluss verhindert wird. 
Unterteilung:
- Schrauben: Herstellen einer Verschraubung mittels Schrauben.
- Klemmen: Herstellen einer Klemmung durch elastische Fügeteile. Die Klemmspannung wird häufig durch starre Hilfsfügeteile erzeugt, die auch lediglich zur Sicherung dienen können. Siehe auch: Klemme.
- Klammern: Herstellen einer Klammerung durch Hilfsfügeteile (Klammern), um starre Teile aneinanderzupressen. Wird im Büro genutzt, um Blätter mit Büroklammern zu verbinden, oder in der Medizin nach chirurgischen Eingriffen sowie in der Elektro- und der Automobiltechnik.
- Pressverbindung: Fügen durch Herstellen einer Pressung. Ein Innenteil wird in die etwas kleinere Aussparung eines Außenteils gepresst. Beim Verpressen einer Pressverbindung werden dünnwandige Pressfittinge gemeinsam mit dem Rohr verformt, dass die Teile ohne erneute Verformung nicht wieder voneinander zu lösen sind. Pressverbindungen, bei denen dünnwandige Teile mittels spezieller Werkzeuge verformt werden, werden auch als Crimpverbindung bezeichnet. Handwerkliches Verformen (von Blechteilen) wird auch als Bördeln, Quetschen, Kräuseln, Falten oder Falzen bezeichnet.
- Nageln, Einschlagen: Herstellen einer Nagelung oder Verbolzung durch das Einschlagen eines Nagels oder Bolzens in Vollmaterial. Es können auch Haken eingeschlagen werden, die dann ihrerseits als Hilfsfügeteil fungieren. Das Fügen mittels Bolzen, die durch Explosivkraft eingeschlagen werden, wird in der DIN 8593-3 als Bolzensetzen bezeichnet.
- Verkeilen: Herstellen einer Verkeilung, d. h. einer selbsthemmenden Verbindungen durch Keile.
- Verspannen: Herstellen einer Verspannung, d. h. einer kraftschlüssigen Verbindungen durch das Aneinanderpressen von Teilen. Siehe auch Spannmittel.

Die entstehenden Fügeverbindungen sind mit besonderem Aufwand, aber in der Regel ohne Materialschädigung wieder lösbar.